# Mareny de Barraquetes
Mareny Barraquetas (en valenciano y oficialmente, Mareny de Barraquetes) es una entidad local menor de la Comunidad Valenciana, España, perteneciente a la provincia de Valencia. Antigua pedanía del municipio de Sueca, desde 1999 es una entidad de ámbito territorial inferior al municipio (EATIM) perteneciente a dicho término municipal.
Mareny de Barraquetes está enclavado en pleno parque natural de la Albufera y al lado del mar. Tiene como localidades más cercanas Sueca a 7 km (kilómetros), a 28 km de Valencia y a 9 km de Cullera.

## Historia
Su topónimo mareny significa ‘marisma’, es decir, zona muy cercana al mar y fácilmente inundable. Por su parte, el término barraquetes indica el tipo de hábitat que era frecuente en toda la zona, barracas construidas con cañas y barro, materiales procedentes de las marismas y del cordón dunar.
El origen histórico de los primeros asentamientos humanos en esta zona, se remonta al período de la dominación romana, cuando las colonias focenses se establecieron cerca de Sicania, siendo El Mareny de Barraquetes una de ellas. Subsistió a través de los siglos, como alquería, llegando así a los primeros antecedentes históricos, los cuales están en el primer padrón de habitantes de vecinos que se hizo en Sueca el año 1795, por orden gubernativa para la confección de la quinta, ya que España se encontraba en guerra contra la Francia Revolucionaria del Directorio (1793-1795). Asimismo, hasta el padrón de 1845 no tenemos un listado de vecinos específicamente, de El Mareny, con nueve barracas.
Sus habitantes se dedican principalmente a la agricultura. En el siglo pasado, el núcleo de población basaba su economía principalmente en la pesca. Existían tres pesqueras dónde vivían familias que se dedicaban a la pesca en agua dulce (en los canales provenientes del Júcar).Hasta hace poco tiempo existía una pesquera, dónde se continuaba esta labor, pero con modernas instalaciones.

## Demografía
| 1879 | 1902 | 1914 | 2001 | 2011 | 2015 | 2019 | 2020 | 2021 |
| ---- | ---- | ---- | ---- | ---- | ---- | ---- | ---- | ---- |
| 293  | 512  | 1500 | 710  | 760  | 729  | 671  | 671  | 666  |

## Agricultura

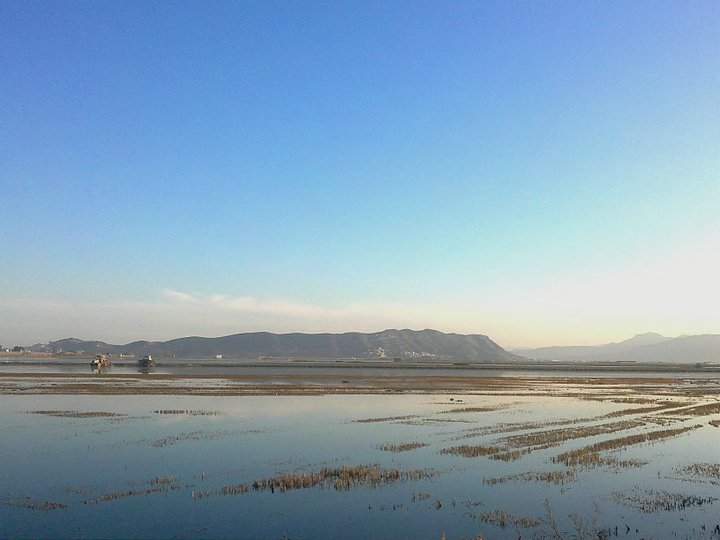
Campos de cultivo conocidos como «La Partida», con vistas a Cullera.

Se trata de su actividad principal, mayoritariamente de hortalizas. Al estar cultivadas en la arena de la playa, les confiere una calidad organoléptica que las hacen muy apreciadas por los consumidores. Conocidos son sus tomates, pimientos y sandías.
El mayor logro de los habitantes de El Mareny, ha sido transformar, con muchísimo esfuerzo, las improductivas tierras pantanosas en fértiles campos de cultivo. El paisaje agrario contempla un mosaico de acequias para el riego, cercamientos como las empalizadas de adelfas o cañas denominadas bardisses (en valenciano), para proteger el cultivo del viento del mar.
Actualmente la mayoría de la población se dedica todavía a la agricultura en pequeñas parcelas. La superficie media de explotación se encuentra en torno a las 7-8 hectáreas dedicadas a la horticultura y destinada al comercio interior como a la exportación. La Cooperativa Agropecuaria del Mareny de Barraquetes cuenta con 30 socios. Ofrece una amplia gama de productos de temporada: tomates, berenjenas, pimientos, cebollas, patatas, calabacines, pepinos, sandías, melones, entre otros. La mayoría de sus socios son productores. Entre sus cultivos hay que destacar la producción de tomate valenciano, con merecida fama por su jugosidad y sabor.

## Clima

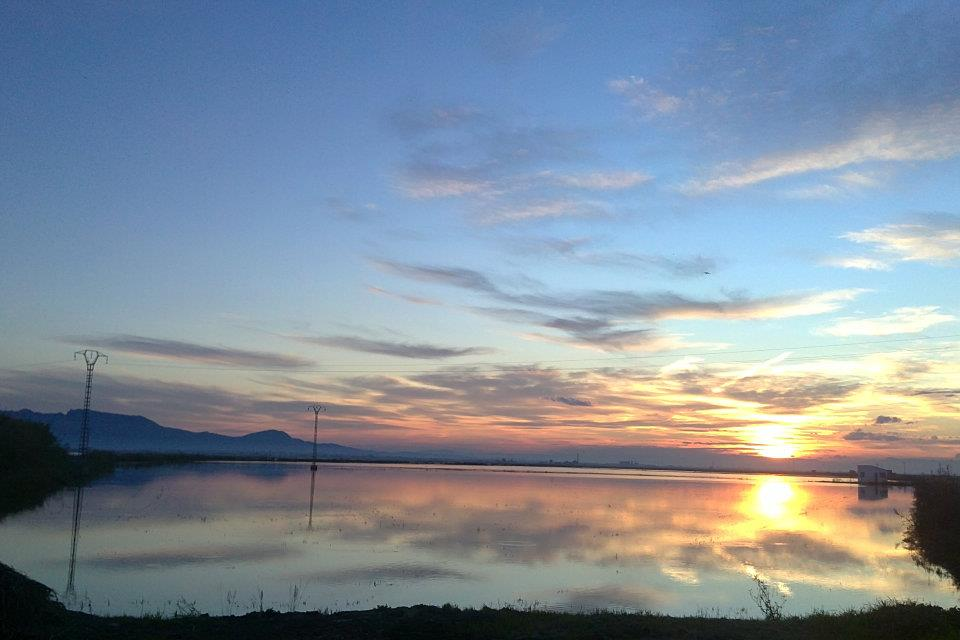
Atardeceres típicos visibles desde «El mirador del Fabat»

Su clima (al igual que el de toda la zona de Els Marenys, Sueca y el Perelló) es mediterráneo (Csa según Köppen), con una humedad relativa media del 65 % y muy influenciado por su peculiar y duro régimen de vientos, que por ser tan inusualmente intensos y persistentes le otorgan unas condiciones climatológicas distintas a las de sus localidades más cercanas. Con veranos cálidos, inviernos fríos y primaveras y otoños inestables. Su régimen pluviométrico se rige por los temporales de levante y las tormentas estivales. Han llegado a producirse nevadas esporádicas en invierno ayudadas por las corrientes frías locales. Debido a los vientos y a su orografía, es una zona algo propicia a la formación de tornados de intensidad leve y trombas marinas (Mànigues). Cuando el viento concede un descanso, la intensa niebla suele ser la protagonista, dejando paso a días de brillante calma.
También la temida gota fría hace acto de presencia en toda la zona, adquiriendo intensidades devastadoras en algunos años en los meses de septiembre y octubre.
Su microclima difiere totalmente al de su localidad vecina, Cullera, que es mucho más suave.
| Lluvia media anual | Temperatura media anual | Temperatura media meses cálidos | Temperatura media meses fríos |
| ------------------ | ----------------------- | ------------------------------- | ----------------------------- |
| 601 L/m2           | 17 °C                   | 29.5 °C                         | 6.1 °C                        |

## Playa de Mareny de Barraquetes

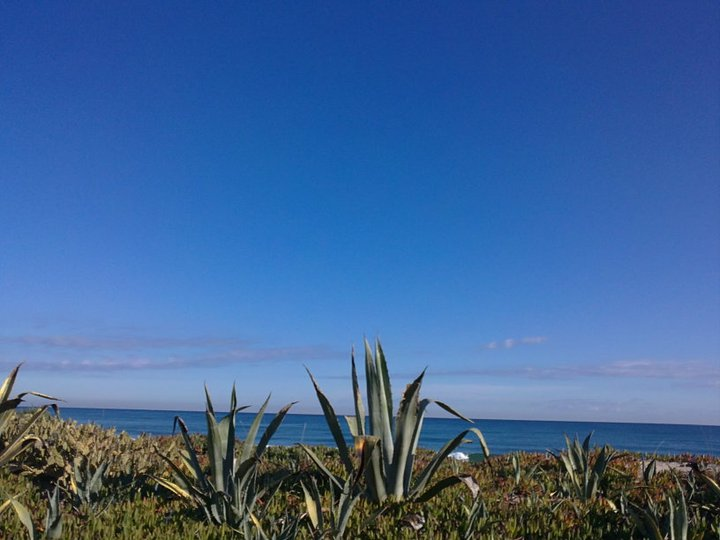
Cordón dunar autóctono

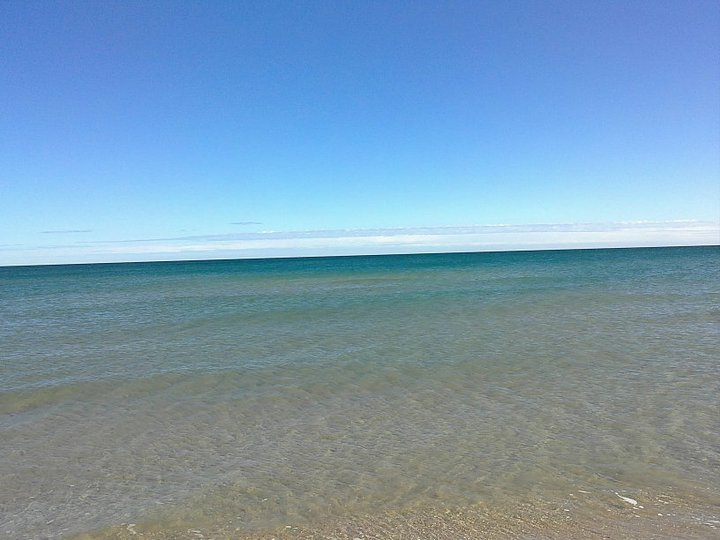
Aguas en buen estado

La playa de El Mareny de Barraquetes, con 900 metros de costa, es una playa no urbanizada, de arena muy fina siendo una de las pocas que quedan todavía con cordón dunar. Además, esta playa suele contar con la Bandera Q, de Calidad Turística. 
Tiene un paseo marítimo por donde a la gente le encanta pasear, y en este mismo paseo, tiene lugar en las tardes de domingo de verano, un mercadillo que trae a más gente todavía.
Esta playa es conocida por los windsurfistas debido a sus fuertes rachas de viento térmico de origen SE en verano. El kitesurf se ha puesto de moda en la zona en los últimos años, llegando a hacer incluso exhibiciones de windsurfistas de ámbito autonómico.
Los vientos dominantes son los de origen marítimo, el Levante (E) y el Gregal (NE). Ambos suelen traer fuertes lluvias a esta región. También el Mestral, componente NO asociada a los días más gélidos de invierno, se ensaña con fuerza durante buena parte del invierno en esta peculiar zona de la costa valenciana.
A pesar de ser una zona de veraneo, algunas familias viven en la Plaja de Mareny de Barraquetes todo el año.
En la costa abunda la recolecta de tellinas y a pocos metros los mejillones, percebes, pulpos y congrios principalmente.

## Gastronomía
La riqueza gastronómica de El Mareny de Barraquetes, convierte en un verdadero placer degustar los auténticos platos de la Albufera de Valencia y el Mediterráneo. La cocina mareñera sabe sacar el máximo provecho a los productos de la tierra, ya que, aprovechar los productos que se tienen más a mano se ha convertido en todo un arte. La anguila, el marisco, el arroz y las hortalizas son la materia prima más usual en los platos locales.
La paella tiene infinidad de variaciones y matices, pero aparte de los diferentes tipos de paella y arroces, también se ha desarrollado otro tipo de cocina muy tradicional: anguilas al horno, cebollada de anguila, espardeñada, allipebre, tortilla de angulas, caldereta de rape y langosta, revuelto de ángulo y huevo, anguilas a la plancha con salsa verde.
La repostería, al igual que estos suculentos platos, merece su distinción. Son numerosos los turistas que se acercan a esta localidad en busca de dulces típicos de El Mareny que actualmente han alcanzado una fama merecida. Entre ellos se puede encontrar: la «coca de llanda» o «coca morena», cocas de calabaza, cocas de cacahuete, cocas de manteca de cerdo, cocas de nueces y pasas, pasteles de boniato, brazo de gitano, buñuelos de calabaza, pasteles de almendra, cocas de mistela, tarta de yogur, pelotas de almendruco, rollos de catalina, rollos de San Blas, etc.

## Política
| Legislatura  | Alcalde                | Partido político |
| ------------ | ---------------------- | ---------------- |
| 1999 - 2007  | Vicent Oliver i Pedrós | PIPM             |
| 2007 - ahora | Jordi Sanjaime i Vivó  | PSPV-PSOE        |

## Accesos

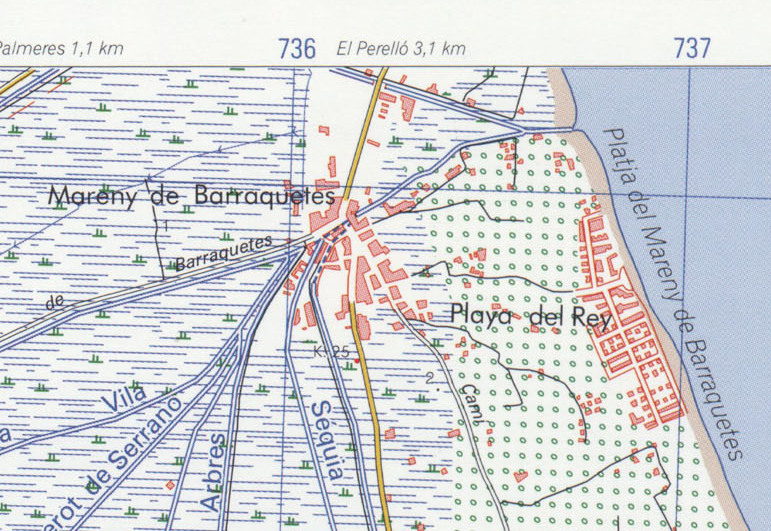
Mapa del Mareny y sus alrededores

Sus vías de comunicación permiten un fácil acceso a las ciudades de Valencia y de Cullera por la carretera del Saler CV 500. Se encuentra asimismo a 6 km de la ciudad de Sueca donde enlaza la carretera N-332. Fácil acceso desde Castellón de la Plana y Alicante por la Autopista del Mediterráneo A-7.
En avión: El Aeropuerto internacional de Manises (37 km).
En barco: Puertos comerciales de Valencia y Denia.
Servicio de tren de cercanías desde Sueca (línea Valencia-Gandía).
Servicio de autobús todos los días (líneas Valencia-Faro de Cullera), (línea Sueca, Perelló, Hospital de la Ribera, Alcira).
Carreteras
Las principales vías de acceso al Mareny de Barraquetes son:
| Identificador | Itinerario                       |
| ------------- | -------------------------------- |
| CV-500        | Sueca – Mareny de Barraquetes    |
| CV-502        | Mareny de Barraquetes - Cullera  |
| CV-500        | Mareny de Barraquetes - Valencia |

## Lugares de interés

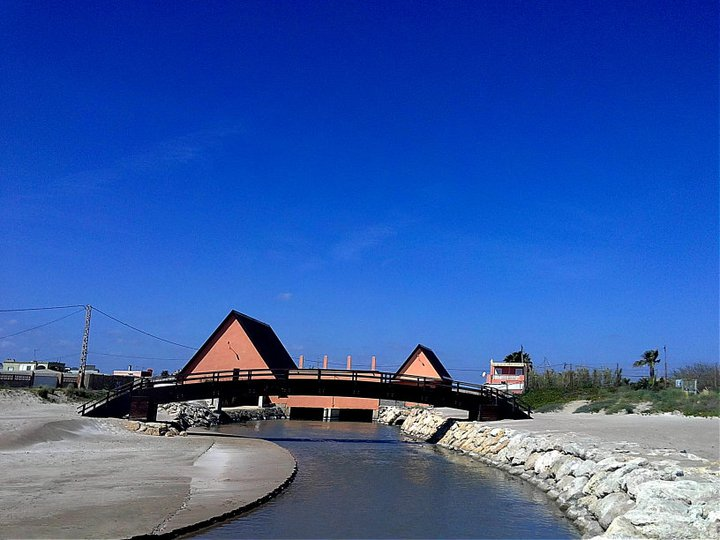
La Gola

Si se visita esta localidad, no se puede ir sin visitar «La Placeta» y su Iglesia de la Virgen del Rosario, lugares del Mareny de Barraquetes, que hacen de esta localidad un sitio peculiar y por ello son emblema para todos sus habitantes y también turistas. 
Cabe destacar también la importancia de la famosa Gola del Mareny, donde una multitud de especies de peces habitan en un pequeño trozo de aguas salobres muy cristalinas. La Gola es una desembocadura natural de los canales del río Júcar, que cruzan El Mareny, al Mar Mediterráneo. Es una zona donde muchos pescadores se reúnen y practican su afición a la pesca.
La Casa Carots, sede actual del ayuntamiento, es una de las casa con más historia de El Mareny, con anécdotas populares y a la vez muy interesantes. El edificio cuenta con más de cien años de antigüedad, como también algunos árboles de su jardín.

## Fiestas y eventos
La población de El Mareny, rica en festejos populares, celebra sus fiestas más importantes; las fiestas patronales en honor a la Virgen del Rosario, con cabalgatas, disfraces, verbenas, y fuegos artificiales forman parte de esta fiesta.
Debe ser mencionada la cabalgata de Les Carrosses, un desfile que evoca el cine, la televisión y escenas cotidianas de la vida, para que la población pueda disfrutar de un desfile cargado de fantasía y alegría.
En la decoración y construcción de las carrozas impera el ingenio y la originalidad. La labor es puramente artesanal y el desfile circula al paso de tractores, junto con jóvenes disfrazados sobre las carrozas, que dan a la escena una nota de humor. Estas fiestas tienen un amplio carácter popular participando animadamente vecinos y visitantes.
Como no, esta población también celebra las populares fiestas de las Fallas en el mes de marzo, disponiendo de una comisión fallera denominada "Sol i Tarongers" que organiza pasacalles, verbenas, concursos, fuegos artificiales, el monumento fallero.
Desde hace unos años, se han consolidado las fiestas de «San Roque», con algunas celebraciones populares que acercan a los turistas de la playa, al núcleo urbano.
El día 7 de octubre se celebra la fiesta del reconocimiento como Entidad Local Menor de El Mareny de Barraquetes respecto del municipio de Sueca.
Una de las tradiciones con más arraigo es la denominada cábila. Se celebra en enero durante la última semana de caza. Los cazadores se reúnen en las diversas casetas del coto para cazar y dedicarse a la elaboración y degustación de la más rica gastronomía tradicional.